# Sabrina Seyvecou
Sabrina Seyvecou est une actrice française, née le 26 octobre 1982[réf. nécessaire] à Paris.

## Biographie
Sabrina Seyvecou se forme au Studio Pygmalion.
En 1999, Emmanuelle Bercot la remarque pour le rôle de Zoé dans le téléfilm Le Choix d'Élodie sur M6.
En janvier 2005, elle accompagne Choses secrètes (son premier long métrage de cinéma, en 2002, avec Coralie Revel dans les deux rôles principaux), de Jean-Claude Brisseau, au Rendez-vous du cinéma français à Paris avec Unifrance.
Avec les réalisateurs Olivier Ducastel et Jacques Martineau, elle tourne Crustacés et Coquillages, (2005), Nés en 68 (2008) et L'Arbre et la Forêt (2010).
En 2006, elle garde son propre prénom dans le court-métrage musical My New Picture de Bertrand Bonello.
Pour Cédric Klapisch, elle est Sidonie dans Paris (2008).
René Féret lui fait incarner Sabine dans Comme une étoile dans la nuit puis Sara dans Le Prochain Film,.
Elle interprète Josette, la sœur de Claude François dans Cloclo de Florent Emilio Siri.
En 2014, elle interprète la jeune femme dans Juke-Box d'Ilan Klipper mais est aussi le coach cinéma du chanteur Christophe. Le nom de ce film devient son pseudonyme comme joueuse de poker. Elle incarne Nouk dans La Fille et le fleuve d'Aurélia Georges.
Au festival de Cannes 2016, à la Semaine de la critique, Victoria de Justine Triet fait l'ouverture et Bientôt les jours heureux, d'Alessandro Comodin est projeté en séance spéciale.
Le 30 septembre 2017, elle présente Le Rire de ma mère de Colombe Savignac et Pascal Ralite au 32e festival international du film francophone de Namur.
Après Cinq nuits de Guillaume Orignac en octobre 2017, c'est le court-métrage Françoise au printemps de Jean-Paul Civeyrac qui est projeté le 8 avril 2018 à la Cinémathèque française.

## Filmographie

### Cinéma

#### Longs métrages
- 2002 : Choses secrètes[3] de Jean-Claude Brisseau : Sandrine
- 2005 : Crustacés et Coquillages[6] de Olivier Ducastel et Jacques Martineau : Laura
- 2007 : Cap Nord de Sandrine Rinaldi : ...
- 2008 : Fracassés de Franck Llopis : amie d'Alice
- 2008 : Paris de Cédric Klapisch : Sidonie
- 2008 : Nés en 68 d'Olivier Ducastel et Jacques Martineau : Ludmilla
- 2008 : Comme une étoile dans la nuit de René Féret : Sabine
- 2010 : L'Arbre et la Forêt d'Olivier Ducastel et Jacques Martineau : Delphine Muller
- 2010 : Hors-la-loi de Rachid Bouchareb : Hélène
- 2012 : Cloclo[11] de Florent Emilio Siri : Josette François
- 2013 : Le Prochain Film[9] de René Féret : Sara
- 2014 : La Fille et le fleuve[15] d'Aurélia Georges : Nouk
- 2014 : Fever de Raphaël Neal : Anaïs
- 2015 : Pitchipoï de Charles Najman : Sophie / Zoé
- 2015 : La Volante de Christophe Ali et Nicolas Bonilauri : Audrey Lemans
- 2016 : Marie et les naufragés de Sébastien Betbeder : Béatrice
- 2016 : Bientôt les jours heureux (I tempi felici verranno presto)[18] d'Alessandro Comodin : Ariane
- 2016 : Victoria de Justine Triet : Suzanna, l'amie de Victoria
- 2016 : Trilogie de nos vies défaites de Vincent Dieutre : ...
- 2017 : Ce qui nous lie de Cédric Klapisch : créditée au générique. Avant-projet : Le Vin et le Vent[22]
- 2017 : Le Ciel étoilé au-dessus de ma tête d'Ilan Klipper : la quatrième ex de Bruno
- 2017 : Le Rire de ma mère de Colombe Savignac et Pascal Ralite : Gabrielle
- 2018 : Féminin plurielles de Sébastien Bailly : Patricia Frey / Infirmière
- 2023 : Le Processus de paix d'Ilan Klipper : Esther
- 2024 : Le Roman de Jim d'Arnaud et Jean-Marie Larrieu : Cécile
- 2025 : Bastion 36 d'Olivier Marchal : Kristina

#### Courts métrages
- 2001 : Bains-douches de Georges Spicas : la jeune fille de 17 ans
- 2005 : Abîmes de Benoît Rambourg : ...
- 2005 : La Jeune femme qui lisait des romans d'amour de Régis Mardon : l'infirmière
- 2006 : Neige, ma grimace d'Antoine Fumat : ...
- 2006 : Nouvelle génération d'Artémio Benki : ...
- 2006 : L'Opération de la dernière Chance d'Antonin Peretjatko
- 2006 : My New Picture[8] de Bertrand Bonello : Sabrina
- 2007 : Une fille normale de Laurette Polmanss : Élodie
- 2007 : Les Comédiennes d'Arnaud et Jean-Marie Larrieu : la rieuse (À chacune sa rue), l'imprévisible (Persévère dans ton être)
- 2008 : Le Jour où Ségolène a gagné de Nicolas Pariser : Alice Vacini
- 2008 : Masculin-Tonic de Nadia Jandeau : la stagiaire
- 2010 : Les Destructions d'Antoine Létra : Élise
- 2011 : Quoi ? Quelle histoire ? de Xanaë Bove-Dué : Taïs
- 2011 : Douce de Sébastien Bailly : Patricia Frey
- 2011 : Les Secrets de l'invisible d'Antonin Peretjatko
- 2012 : Françoise au printemps[21] de Jean-Paul Civeyrac : Françoise
- 2012 : Révolution de Nadia Jandeau : Daisy
- 2012 : Le Rêve de Frédérique de Mélanie Gérin et Franck Henry : Frédérique
- 2012 : Le Fleuve Seine d'Aurélia Georges : Nouk
- 2013 : Agit Pop de Nicolas Pariser : Alice
- 2014 : Juke-Box[12] d'Ilan Klipper : la jeune femme
- 2014 : Killing Mélanie Machin d'Aymeric Goetschy : Mélanie Laurent
- 2015 : Sous la peau de Katia Scarton-Kim et Nadia Jandeau : Ève
- 2016 : Cinq nuits[20] de Guillaume Orignac : Clara
- 2018 : Flexible de Matthieu Salmon : Ena
- 2019 : Père et Fille d'Eric du Bellay : Agathe
- 2021 : Vilains de Flora Molinié : Céline

### Télévision

#### Téléfilm
- 1999 : Le Choix d'Élodie d'Emmanuelle Bercot : Zoé

#### Séries télévisées
- 2004 : SOS 18 de Jacques Malaterre, créée par Didier Cohen et Alain Krief : Sophie (hors-saison, épisode 3 : Accident de parcours)
- 2006 : Alex Santana, négociateur d'Eric Woreth, créée par Jean-Baptiste Delafon et Dominique Golfier : Valentine Reyner (saison 1, épisodes 5 Accident et 6 L'Affaire Bordier)
- 2016 : Accusé de Didier Bivel, créée par Mona Achache et Anne Valton : Marie (saison 2, épisode 4 L'histoire de Léo)
- 2016 : Emma d'Alfred Lot, créée par Manon Dillys et Sébastien Le Délézir, épisodes Question de Confiance et Mort aux Vainqueurs : Alex Gestaz de Varennes
- 2018 : Le juge est une femme, épisode Irréparable : Mad Jovic
- 2018 : Une famille formidable, épisodes Séparations, Un seul être vous manque, Pile ou face et Un divorce formidable : Christine
- 2019 : Alex Hugo, épisode La balade sauvage : Manon Lenoir
- 2021 : César Wagner, épisode Un doigt de mystère : Ingrid Wagner
- 2021 : The Mountain Detective, épisode The Runaways : Manon Lenoir

### Doublage
- 2023 : Tout sauf toi : ? ( ? )